# Olios actaeon
Olios actaeon är en spindelart som först beskrevs av Pocock 1899.  Olios actaeon ingår i släktet Olios och familjen jättekrabbspindlar. Inga underarter finns listade i Catalogue of Life.